# Inés Pertiné
Inés Pertiné Urien (Buenos Aires, 27 de diciembre de 1942) es la viuda del expresidente Fernando de la Rúa y fue primera dama de Argentina entre 1999 hasta 2001. Fue también primera dama de la ciudad de Buenos Aires entre 1996 y 1999, cuando Fernando de la Rúa era jefe de gobierno de la ciudad.

## Biografía
Es hija de María Celia Urien Irigoyen y Julio Pertiné, abogado, y a su vez nieta del general Basilio Pertiné. Su hermano es el contraalmirante de la fuerza aeronaval Basilio Pertiné, quien fuera agregado militar en Estados Unidos en la época de la última dictadura militar argentina y durante la década de los ochenta, con Alfonsín. Por el lado materna es tataranieta del coronel Carlos María Urien. También es bisnieta de Ignacio Darío Irigoyen, exgobernador de la provincia de Buenos Aires.